# 貝恩多夫
貝恩多夫（德語：Berndorf）是奧地利下奧地利州的市镇，位於該國東北部，面積17.57平方公里，海拔高度314米，該地區自石器時代有人類居住，2012年人口8,811。

## 外部連結
- （页面存档备份，存于）
- （页面存档备份，存于）
- the city of Berndorf, only in German （页面存档备份，存于）
- Krupp Stadt Museum, only in German